# Harvey megye
Harvey megye az Amerikai Egyesült Államokban, azon belül Kansas államban található. Megyeszékhelye és legnagyobb városa Newton. Lakosainak száma 34 024 fő (2020. április 1.). Harvey megye McPherson, Sedgwick, Marion, Butler és Reno megyékkel határos.

## Népesség
A megye népességének változása:
| Lakosok száma | 34 782 | 34 725 | 34 817 | 34 741 | 35 073 | 34 024 |
|               | 2010   | 2011   | 2012   | 2013   | 2015   | 2020   |